# 新利皮夫卡
48°46′23″N 24°45′40″E / 48.77306°N 24.76111°E
新利皮夫卡（烏克蘭語：Нова Липівка），是烏克蘭西部的村莊，隸屬伊萬諾-弗蘭科夫斯克州的伊萬諾-弗蘭科夫斯克區。該村始建於1946年，面積2.11平方公里，2001年人口71，人口密度每平方公里33.7人。